# Chapáyevsk
Chapáyevsk (del ruso: Чапаевск) es una ciudad del óblast de Samara, en Rusia. Está situada sobre la orilla derecha del río Chapáyevka, un afluente del Volga (embalse de Sarátov), a 34 km (46 km por carretera) de Samara. Su población, en 2009, contaba con 73.572 habitantes.

## Historia
La fundación de Chapáyevsk se remonta a 1909, por un decreto del zar Nicolás II, que ordena la creación en este emplazamiento de una fábrica militar (armas químicas). En 1927, la localidad, llamada Troitsk, se convierte en la ciudad de Chapáyevsk, rebautizada así en homenaje al famoso comandante del Ejército Rojo Vasili Chapáyev.

## Demografía
La situación demográfica de Chapáyevsk se vio degradada en la década de 1990. La ciudad vio su población disminuir en un 24% respecto al censo de 1989. En 2001, el crecimiento vegetativo acusó un inquietante déficit del 16 por mil, debido a una tasa de natalidad débil, el 6.8 por mil, y una tasa de mortalidad muy elevada, 22.8 por mil.
| 1926   | 1939   | 1959   | 1970   | 1979   | 1989   | 2002   | 2009   |
| ------ | ------ | ------ | ------ | ------ | ------ | ------ | ------ |
| 17 000 | 58 100 | 83 300 | 86 100 | 84 600 | 96 000 | 73 912 | 73 572 |

## Economía
En Chapáyevsk todavía opera la fábrica química que, hasta mediados del siglo XX, produjo las armas químicas soviéticas. A día de hoy, sigue siendo una de las industrias más contaminantes de la región, por lo que la localidad fue incluida en un informe de una comisión de la ONU como área de crisis ecológica.
En un encuentro con los representantes del Kremlin en abril de 2008, el alcalde en ese momento, Nikolái Malajov, anunció su voluntad de cerrar la ciudad y reasentar a la población en otro lugar, dada la polución ambiental, que hace que se den tres veces más muertos por cáncer y tuberculosis en Chapáyevsk que en el resto de las ciudades del óblast.

## Personalidades
- Sergéi Avdéyev (*1956-), cosmonauta.